# Karl Guðmundsson
Karl M. Guðmundsson (28 gennaio 1924 – 24 giugno 2012) è stato un allenatore di calcio e calciatore islandese, di ruolo difensore.

## Carriera

### Giocatore

#### Club
Nella sua carriera da calciatore attivo, Guðmundsson ha giocato per il Fram Reykjavík. Ha vinto due campionati con questa maglia (1946 e 1947).

#### Nazionale
Conta 10 presenze per l'Islanda. Ha esordito il 17 luglio 1946, schierato in campo nella sconfitta casalinga per 0-3 contro la Danimarca, in un'amichevole disputata a Reykjavík.

### Allenatore
Mentre continuava a giocare attivamente a calcio, nel 1948 è stato allenatore dell'ÍA Akraness. Nel 1949 è stato allenatore del Fram Reykjavík, incarico che ha ricoperto anche dal 1952 al 1954. Dal 1954 al 1956, è stato commissario tecnico dell'Islanda. Nel 1956 è tornato ancora al Fram Reykjavík. Nel 1958, Guðmundsson è diventato allenatore dei norvegesi del Lillestrøm. È tornato alla guida dell'Islanda nel 1959, mentre l'anno successivo è stato nuovamente tecnico del Lillestrøm, assieme a Kjell Sunding. Nel 1961 è stato chiamato alla guida dell'IBH. Nel 1962 è stato allenatore del Sandefjord.
Nel 1964 ha guidato il KR Reykjavík. Dal 1966 al 1968 ha allenato nuovamente il Fram Reykjavík.

## Statistiche

### Cronologia presenze e reti in Nazionale
| Cronologia completa delle presenze e delle reti in nazionale ― Islanda | Cronologia completa delle presenze e delle reti in nazionale ― Islanda | Cronologia completa delle presenze e delle reti in nazionale ― Islanda | Cronologia completa delle presenze e delle reti in nazionale ― Islanda | Cronologia completa delle presenze e delle reti in nazionale ― Islanda | Cronologia completa delle presenze e delle reti in nazionale ― Islanda | Cronologia completa delle presenze e delle reti in nazionale ― Islanda | Cronologia completa delle presenze e delle reti in nazionale ― Islanda |
| Data                                                                   | Città                                                                  | In casa                                                                | Risultato                                                              | Ospiti                                                                 | Competizione                                                           | Reti                                                                   | Note                                                                   |
| ---------------------------------------------------------------------- | ---------------------------------------------------------------------- | ---------------------------------------------------------------------- | ---------------------------------------------------------------------- | ---------------------------------------------------------------------- | ---------------------------------------------------------------------- | ---------------------------------------------------------------------- | ---------------------------------------------------------------------- |
| 17-7-1946                                                              | Reykjavík                                                              | Islanda                                                                | 0 – 3                                                                  | Danimarca                                                              | Amichevole                                                             | -                                                                      |                                                                        |
| 24-7-1947                                                              | Reykjavík                                                              | Islanda                                                                | 2 – 4                                                                  | Norvegia                                                               | Amichevole                                                             | -                                                                      |                                                                        |
| 2-7-1948                                                               | Reykjavík                                                              | Islanda                                                                | 2 – 0                                                                  | Finlandia                                                              | Amichevole                                                             | -                                                                      |                                                                        |
| 7-8-1949                                                               | Aarhus                                                                 | Danimarca                                                              | 5 – 1                                                                  | Islanda                                                                | Amichevole                                                             | -                                                                      |                                                                        |
| 29-6-1951                                                              | Reykjavík                                                              | Islanda                                                                | 4 – 3                                                                  | Svezia                                                                 | Amichevole                                                             | -                                                                      |                                                                        |
| 26-7-1951                                                              | Trondheim                                                              | Norvegia                                                               | 3 – 1                                                                  | Islanda                                                                | Amichevole                                                             | -                                                                      |                                                                        |
| 29-6-1953                                                              | Reykjavík                                                              | Islanda                                                                | 3 – 4                                                                  | Austria                                                                | Amichevole                                                             | -                                                                      |                                                                        |
| 9-8-1953                                                               | Copenaghen                                                             | Danimarca                                                              | 4 – 0                                                                  | Islanda                                                                | Amichevole                                                             | -                                                                      |                                                                        |
| 13-8-1953                                                              | Bergen                                                                 | Norvegia                                                               | 3 – 1                                                                  | Islanda                                                                | Amichevole                                                             | -                                                                      |                                                                        |
| 4-7-1954                                                               | Reykjavík                                                              | Islanda                                                                | 1 – 0                                                                  | Norvegia                                                               | Amichevole                                                             | -                                                                      |                                                                        |
| Totale                                                                 |                                                                        | Presenze                                                               | 10                                                                     |                                                                        | Reti                                                                   | 0                                                                      |                                                                        |

## Palmarès

### Giocatore
- Campionato islandese: 2

Fram Reykjavík: 1946, 1947

### Allenatore
- Coppa d'Islanda: 1

KR Reykjavík: 1964